# Protonauka
Protonauka – obszar badań, w którym nie rozwinęła się jeszcze ścisła praktyka naukowa typowa dla dziedzin o dłuższej tradycji.
Protonauka jest wysoce spekulatywna. Analogicznie jak paranauka, ma zazwyczaj tendencję do stabilizacji i wzrostu rygoru badań, przemieniając się w typową naukę.
Przykładem protonauki były alchemia i astrologia, które ewoluowały w chemię oraz astronomię. Współczesne praktykowanie alchemii czy astrologii jest już jednak uważane za pseudonaukę.
Z powodu braku oficjalnej klasyfikacji uznanie jakiegokolwiek obszaru badań za protonaukę jest sytuacją kontrowersyjną.